# Gammaromermis carinogammari
Gammaromermis carinogammari is een rondwormensoort uit de familie van de Mermithidae. De wetenschappelijke naam van de soort is voor het eerst geldig gepubliceerd in 1976 door Rubtsov.